# Болдыревское сельское поселение (Ростовская область)
Болдыревское сельское поселение — муниципальное образование в Родионово-Несветайском районе Ростовской области.
Административный центр поселения — хутор Болдыревка.

## Административное устройство
В состав Болдыревского сельского поселения входят:
- хутор Болдыревка;
- хутор Бурбуки;
- хутор Вишневка;
- хутор Греково-Балка;
- хутор Дарьевка;
- хутор Красильников;
- хутор Краснознаменка;
- хутор Нижнесоленый;
- хутор Новотроицкий;
- хутор Поповка;
- хутор Таврический № 20.

## Население
| 2010  | 2012  | 2013  | 2014  | 2015  | 2016  | 2017  |
| ----- | ----- | ----- | ----- | ----- | ----- | ----- |
| 2000  | ↘1990 | ↘1964 | ↘1949 | ↗1950 | ↘1910 | ↘1869 |
| 2018  | 2019  | 2020  | 2021  |       |       |       |
| ↘1834 | ↘1810 | ↗1831 | ↘1794 |       |       |       |